# Kritacris
Kritacris is een geslacht van rechtvleugeligen uit de familie veldsprinkhanen (Acrididae). De wetenschappelijke naam van dit geslacht is voor het eerst geldig gepubliceerd in 1976 door Descamps.

## Soorten
Het geslacht Kritacris omvat de volgende soorten:
- Kritacris arboricola Descamps, 1976
- Kritacris dicranophallus Rowell, 2007
- Kritacris licrophallus Rowell, 2007